# Palomar 12
Palomar 12 – gromada kulista znajdująca się w konstelacji Koziorożca w odległości 61,9 tys. lat świetlnych od Słońca. Należy do halo Drogi Mlecznej i znajduje się 51,5 tys. lat świetlnych od jądra Drogi Mlecznej.
Gromada ta została odkryta w programie Palomar Observatory Sky Survey przez Roberta Harringtona i Fritza Zwicky’ego w 1953 roku. Została sklasyfikowana jako gromada kulista. Jednakże Fritz Zwicky uważał, że jest to pobliska galaktyka karłowata należąca do Grupy Lokalnej. Jest to stosunkowo młoda gromada o ok. 30% młodsza niż większość gromad w naszej Galaktyce. Jest to najmłodsza gromada kulista Drogi Mlecznej. Palomar 12 jest bogata w metale. 
Na podstawie badań przeprowadzonych w 2000 roku uważa się, że gromada Palomar 12 została wyłapana przez Drogę Mleczną z galaktyki SagDEG około 1,7 miliarda lat temu. Jest to pierwsza gromada tego typu.